# Certified
Albums de David Banner
MTA2: Baptized in Dirty Water
(2003) The Greatest Story Ever Told
(2008)
Singles
1. Ain't Got Nothing
Sortie : 2005
2. Play
Sortie : 2005
3. Touching
Sortie : 2005

Certified est le quatrième album studio de David Banner, sorti le 20 septembre 2005.
L'album s'est classé 3e au Top R&B/Hip-Hop Albums et 6e au Billboard 200.

## Liste des titres
| No  | Titre                                                         | Contient un (des) sample(s) de       | Durée |
| --- | ------------------------------------------------------------- | ------------------------------------ | ----- |
| 1.  | Lost Souls                                                    |                                      | 3:15  |
| 2.  | Treat Me Like A (featuring Jadakiss)                          |                                      | 3:53  |
| 3.  | Gangsta Walk (featuring Three 6 Mafia, Marcus et 8Ball & MJG) |                                      | 4:28  |
| 4.  | 2 Fingers (featuring Jagged Edge)                             |                                      | 3:29  |
| 5.  | Play                                                          |                                      | 3:50  |
| 6.  | Fucking (featuring Jazze Pha)                                 |                                      | 3:51  |
| 7.  | Thinking of You (featuring Case)                              |                                      | 5:03  |
| 8.  | On Everything (featuring Twista)                              | The King's Motorcade de Nile Rodgers | 4:09  |
| 9.  | Certified (featuring Marcus)                                  |                                      | 4:11  |
| 10. | Ain't Got Nothing (featuring Magic et Lil Boosie)             |                                      | 3:52  |
| 11. | Bloody War (featuring B.G.)                                   |                                      | 4:30  |
| 12. | Westside                                                      |                                      | 3:32  |
| 13. | Take Your (featuring Too $hort, Bun B et Jazze Pha)           |                                      | 4:42  |
| 14. | My Life (featuring Sky Keeton)                                |                                      | 3:54  |
| 15. | Ridin' (featuring Talib Kweli et dead prez)                   |                                      | 4:34  |
| 16. | X-ed                                                          |                                      | 3:41  |
| 17. | Crossroads (featuring Grout)                                  |                                      | 3:45  |

| 18. | Shake that Booty (Krumpa Remix) (featuring Elephant Man) | 3:10 |